# 糸魚川静岡構造線

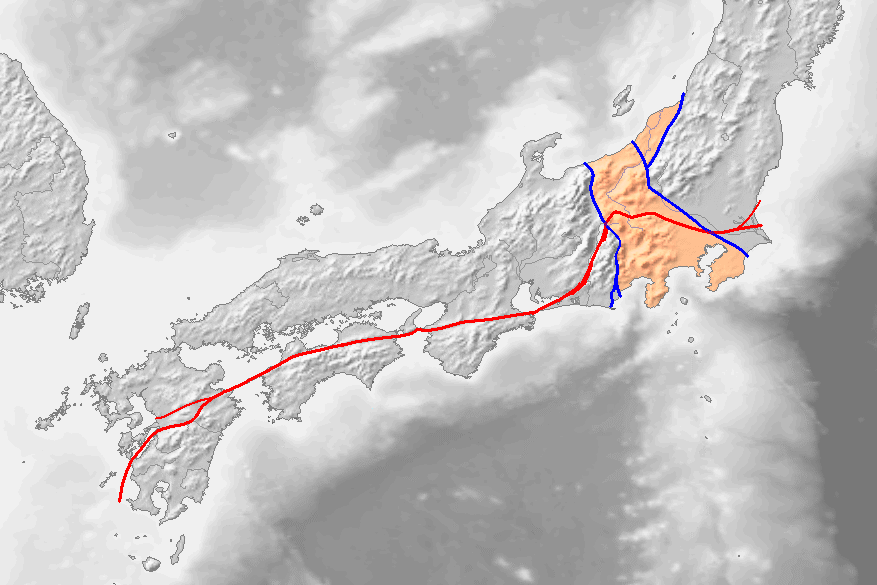
■ 左側の青線が糸魚川静岡構造線、赤線が中央構造線、青線に囲まれたオレンジ色の部分はフォッサマグナ

糸魚川静岡構造線（いといがわしずおかこうぞうせん、英: Itoigawa-Shizuoka Tectonic Line, ISTL）とは新潟県糸魚川市の親不知付近から諏訪湖を通って、安倍川（静岡市駿河区）付近に至る大断層線で地質境界でもある。略称は糸静線（いとしずせん）。
糸魚川静岡構造線で、西南日本と東北日本に分断される。

## 名称

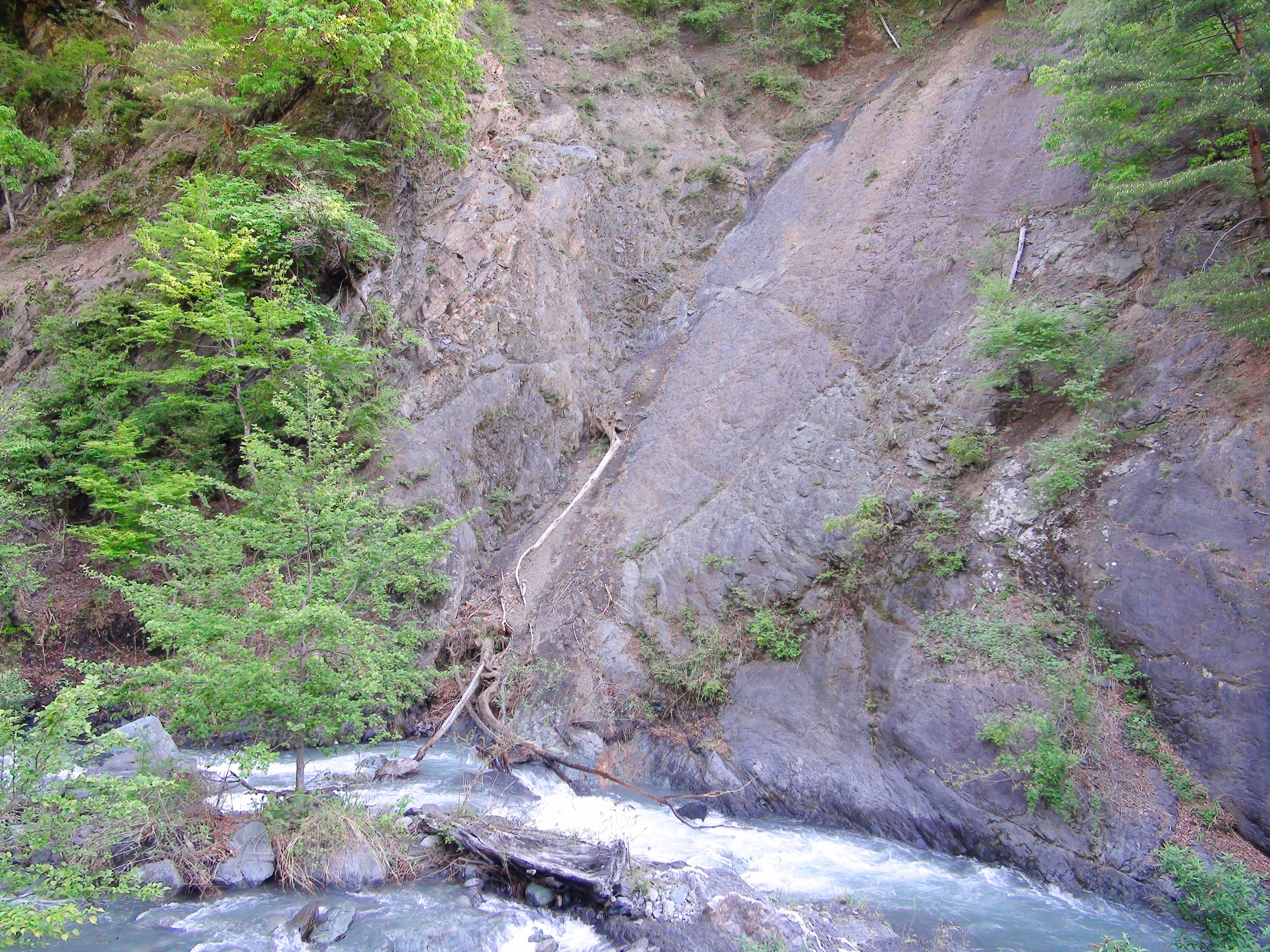
国の天然記念物「新倉の糸魚川-静岡構造線」
画像の中央、崖の右上から左下に斜めに走るラインが構造線の露頭である。
山梨県南巨摩郡早川町新倉（あらくら、）

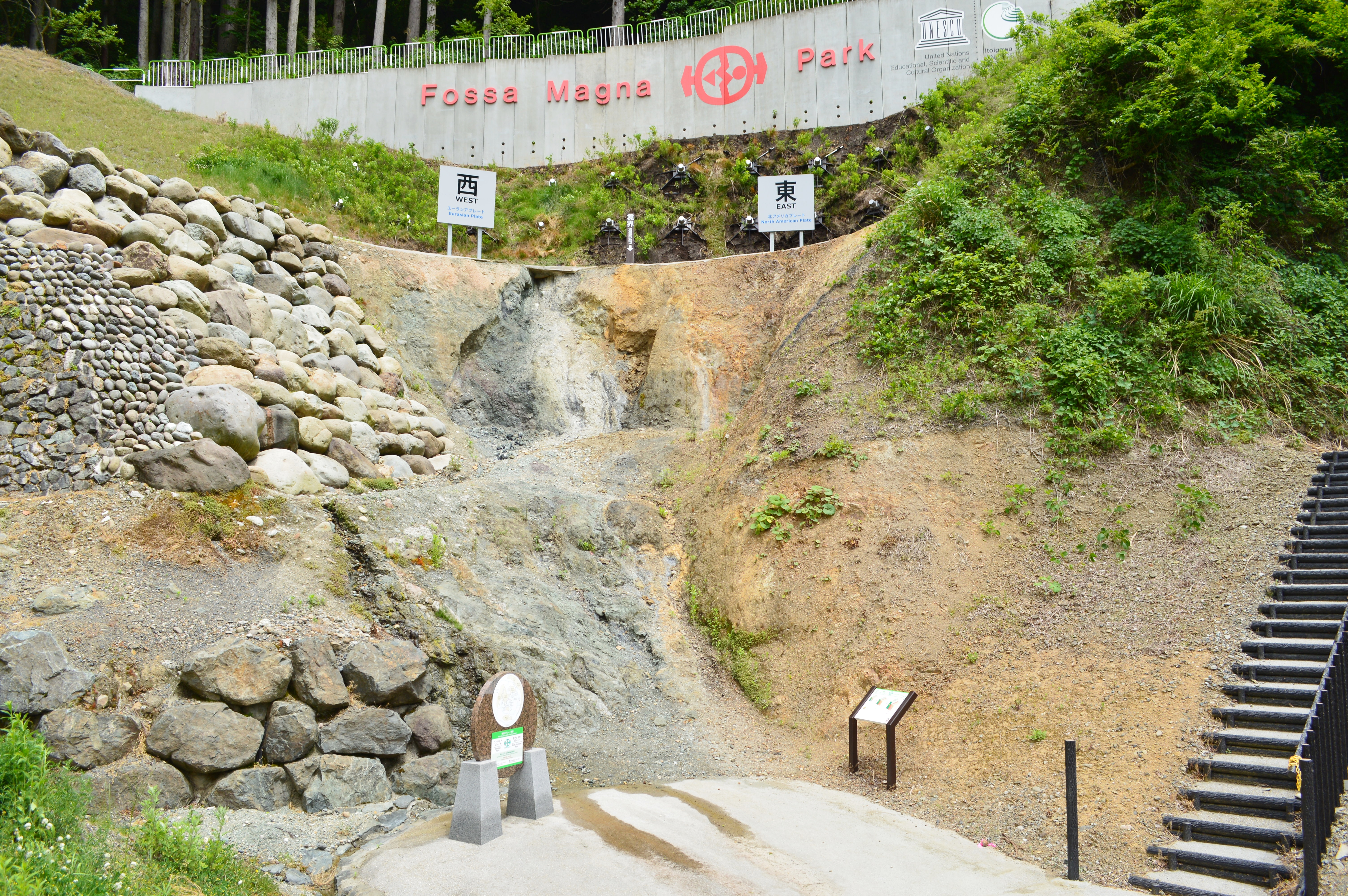
フォッサマグナパーク（新潟県糸魚川市）の露頭

1918年に、東北帝国大学（現・東北大学）の地質学者・古生物学者である矢部長克（1878年-1969年）によって提唱された。
俗にしばしばフォッサマグナと混同されるが、糸魚川静岡構造線は「フォッサマグナの西辺」であって、「フォッサマグナ」ではない。フォッサマグナは、糸静線から東に大きく広がる地溝帯、すなわち「線」ではなく「面」である。

## 解説
（ここでは自然地理的な特徴について述べる。人文地理的な特徴は「中部地方#地域性」を参照のこと）
糸魚川静岡構造線の西側には日本アルプスが造られており、飛騨山脈や赤石山脈の高山が沿線に連なり、天険を形成する。地質および生態系は、糸静線を境にして大きく異なり、東半分を東北日本、西半分を西南日本という。糸静線沿線の主な山や高地には、白馬岳、乗鞍岳、上高地、赤石岳、身延山などが連なる。また地溝部には構造湖の仁科三湖（青木湖、中綱湖、木崎湖）、諏訪湖が形成されている。
日本海側の東西境界線は新潟県と富山県の境に位置する親不知であり、内陸側の東西境界線は諏訪湖である。太平洋側については一義的な境界は無く、安倍川の東にある竜爪山の南北に伸びる竜爪衝上体の東側を通った後、その南端（静岡市葵区麻機付近）で、断層が見られなくなっていて、海岸よりも内陸で構造線が終わっている。更に、安倍川ではなく、親不知（北陸自動車道が日本海に突き出ている）と同じ断崖の由比（東名高速道路が太平洋に突き出ている）とする見方もある。
新潟県の糸魚川市では大規模な断層が地上に露見している箇所があり、少し離れたところに博物館も作られている。
一方太平洋側の静岡県では糸魚川静岡構造線の露頭は静岡市清水区の黒川林道付近に小規模なもの（3メートル）が静岡大学の報告で知られていた。最近、そこから北に1.5km位の西里に、段差が20メートル近い露頭が塩沢邦雄氏によって発見され報告された。現在までに静岡地学での報告のあとの継続調査で、露頭は100メートルに渡っていることが確認されている。なお、場所は私有地を越えた場所にあるため許可なく入ることはできない。
山梨県南巨摩郡早川町新倉には、逆断層の露頭があり、2001年（平成13年）に「新倉の糸魚川-静岡構造線」として国の天然記念物に指定された。また、2007年には、糸魚川と早川の糸魚川静岡構造線が日本の地質百選に選定された（「糸魚川-静岡構造線（糸魚川）」と「糸魚川-静岡構造線（早川）」）。
ここをユーラシアプレートと北アメリカプレートの境界とする説もあるが、研究者により衝突様式に関する見解は異なっている。

## 活断層群
活断層群は地質境界の糸魚川静岡構造線と区別する為、糸魚川静岡構造線活断層系とも総称され、断層の活動様式、深部地下構造、活動形態などによって大きく4つのセグメントに区分している。但し、区分分けは今後のさらなる調査結果により変更される可能性があるとしている。なお、平成27年4月24日以前の評価では、3つに区分されていた。
日本の活断層の中で最も活動的な断層帯のひとつとされ、1980年代から活断層の分布調査が行われている。緩いS字状に屈曲し断続している断層群の総全長は約158kmで、北は長野県小谷村付近から南は山梨県早川町付近に達する。
- 「北部」- （小谷－明科）区間。長野県小谷村から安曇野市明科に至る約50km。
神城断層、松本盆地東縁断層の一部。東傾斜の逆断層。区間全体がひとつの活動区間として地震を起こした場合、M7.7程度と想定。
- 「中北部」- （明科－諏訪湖南方）区間。安曇野市から諏訪湖南方の茅野市付近に至る約45km。
松本盆地東縁断層の一部、牛伏寺断層、岡谷断層群、諏訪湖南岸断層。区間全体がひとつの活動区間として地震を起こした場合、M7.6程度と想定。
- 「中南部」- （諏訪湖北方－下蔦木）区間。諏訪湖北方から長野県富士見町下蔦木付近に至る約33km。
諏訪断層群、茅野断層、釜無山断層群。区間全体がひとつの活動区間として地震を起こした場合、M7.4程度と想定。
- 「南部」- （白州－富士見山）区間。北杜市から早川町に至る約48km。白州断層、鳳凰山断層、下円井断層、市之瀬断層群、富士見山断層群。区間全体がひとつの活動区間として地震を起こした場合、M7.6程度と想定。
- 断層帯全体が同時に活動した場合はM8.5が想定される。

諏訪湖付近では、諏訪湖南西側を諏訪湖南岸断層群、諏訪湖北東側を諏訪断層群が走るため、区間としては一見重複している。なお、甲府盆地南端の早川町以南の断層線は評価されていないため不明である。

### 北部の特徴
横ずれ変位量は少なく上下変位量が卓越する区間。断層線は姫川に沿ってほぼ南北に走り不規則に屈曲する。新潟県糸魚川市から長野県小谷村までの区間では活断層の存在は知られていない。また、最北部の東側にある西頚城山地での活動は終了しており変動地形学的に見ると活断層ではないとする見解もある。一方、小谷村以南は普段から震源が20kmより浅い微少地震活動の活発な地域で、有史以降の被害地震も多数記録されている。
断層線西側の沈降活動によって生じた低地（谷）は、周辺山地で生じた大規模な地すべり崩壊によってせき止められ水が溜まり、古神城湖（現在の神城盆地に存在していたが埋没し消滅）、青木湖、中綱湖、木崎湖を形成した。また、現在も断層線東側にある犀川丘陵は隆起を続けている。

### 中部の特徴
他の区間と異なり左横ずれ成分が卓越する区間で、糸魚川静岡構造線の中で最も活動的な場所とされ、特に牛伏寺断層では 5m - 14m/1000年の上下成分変位量が見積もられている。断層線が直線的な牛伏寺断層では断層線に沿って断層崖が形成され、篠ノ井線と併走する区間がある。松本市でのボーリング調査やトレンチ調査などで明らかとなった牛伏寺断層の活動歴は、7000年間に2回とされ、断層南側の長野県塩尻市で行われた発掘調査でも、7000年前から2000年前までに複数回および3世紀（255年頃）と7世紀（645年頃）に活動をしたと考えられる痕跡が発見されている。

### 南部の特徴
活動歴を解明する為に幾つかの調査が行われているが、活動間隔や最新活動時期は未解明である。西側隆起の逆断層成分が卓越する区間。歴史記録の残る地震は無く、微少地震の発生も少ない。約7000程度年前に、釜無山断層群（茅野、小淵沢）から白州断層（大坊）までの約30km区間が連動した可能性が報告されているが、検討が不十分とする指摘がある。近藤(2005)らは富士見町の下蔦木断層で5500年前以降3回の断層活動が生じていた可能性を報告している。

## 地震活動歴と将来の活動

### 地震活動との関連性
古文書などの歴史上に残る活動記録が少なく、「内陸地震のため海溝型プレート境界地震による津波のような特徴的な痕跡が残らない」、「痕跡の由来が地震なのか気象現象による物なのかの判別が困難」などの理由から活動歴は不明点が多い。
多くの組合せの中から「北部と中部」、「北部と中北部」、「北部と中部」など可能性が高いと考えられる幾つかの組合せの連動地震が想定されている。一方、1970年代から2000年代までに行われた歴史地震の調査結果からは、各々の断層の変位速度と活動歴には明瞭な違いがあり、断層群毎に異なった活動間隔と変位速度で活動をしているとされている。なお過去の地震活動で、これらの断層が連動して巨大地震を起こしたとする証拠は見つかっていないが、遠田(2009)は証拠が見つかっていないだけで、発生しなかった証拠ではないとしている。
歴史に記録されている最古の地震は、北部区間での762年の小谷付近 M7.0 以上と考えられている。地震調査研究推進本部が発表している2016年から30年以内の地震発生確率は、北部区間で M7.7 程度が0.008-16%、中北部区間でM7.6程度が13-30%、中南部区間で M7.4 程度が0.8-8%、南部区間で M7.6 程度がほぼ0-0.1%であり、南部以外の3区間はいずれも「高い」に位置づけられている。1847年の善光寺地震以降は20年から25年周期の活動がみられるが日本海東縁の地震活動と密接な関連がある。

### 線上で発生した主な地震
歴史に残る活動としては、繰り返しマグニチュード5-7 程度の地震の発生が見られる。
（出典：気象庁松代地震観測所資料および理科年表による（前震、余震は除外。震源域の地名は現在のもの））
- 762年 美濃・飛騨・信濃 - M7.0以上
- 841年 松本、東経138.0° 北緯36.2°付近 - M6.5
- 1714年4月28日 震源は白馬村付近、信濃小谷地震。東経137.85° 北緯36.7°、死者100。善光寺でも被害有り - M6 程度
- 1725年8月14日 高遠・諏訪 東経138.1° 北緯36.0°付近 - M6.0 - 6.5
- 1791年7月23日 松本市付近 東経138.0° 北緯36.2° - M6.7 程度 松本城で塀が壊れる。
- 1855年3月18日 飛騨白河 東経136.9° 北緯36.25° - M6.7
- 1858年4月23日 信濃北西部、大町市と白馬村の境界付近 東経137.9° 北緯36.6° - M5.7
飛越地震（4月9日）で生じた常願寺川河道閉塞部の決壊による洪水の原因。
- 1890年1月7日 15時43分頃。生坂村から長野市大岡樋ノ口沢付近、東経138.0° 北緯36.5° - M6.2
- 1898年 山梨県身延町付近を震源 - M5.9
- 1918年11月11日 『大町地震』2時59分 - M6.1 / 16時04分 - M6.5、震源は大町市南鷹狩山付近、東経137.9° 北緯36.5° 1858年の地震と区別するため、大正大町地震とも呼ばれる。
- 1986年12月30日 9時38分 - 旧美麻村、小川村、旧信州新町の境界付近で糸魚川静岡構造線に長野盆地西縁断層及び千曲川構造線のそれぞれの延長がぶつかる地域において発生 - M5.9
- 2011年6月30日 8時16分 - 長野県中部地震 長野県松本市 東経137°33.4′ 北緯35°49.5′ - M5.4
- 2014年11月22日 22時8分 - 長野県神城断層地震[37][38]

## 地震観測網

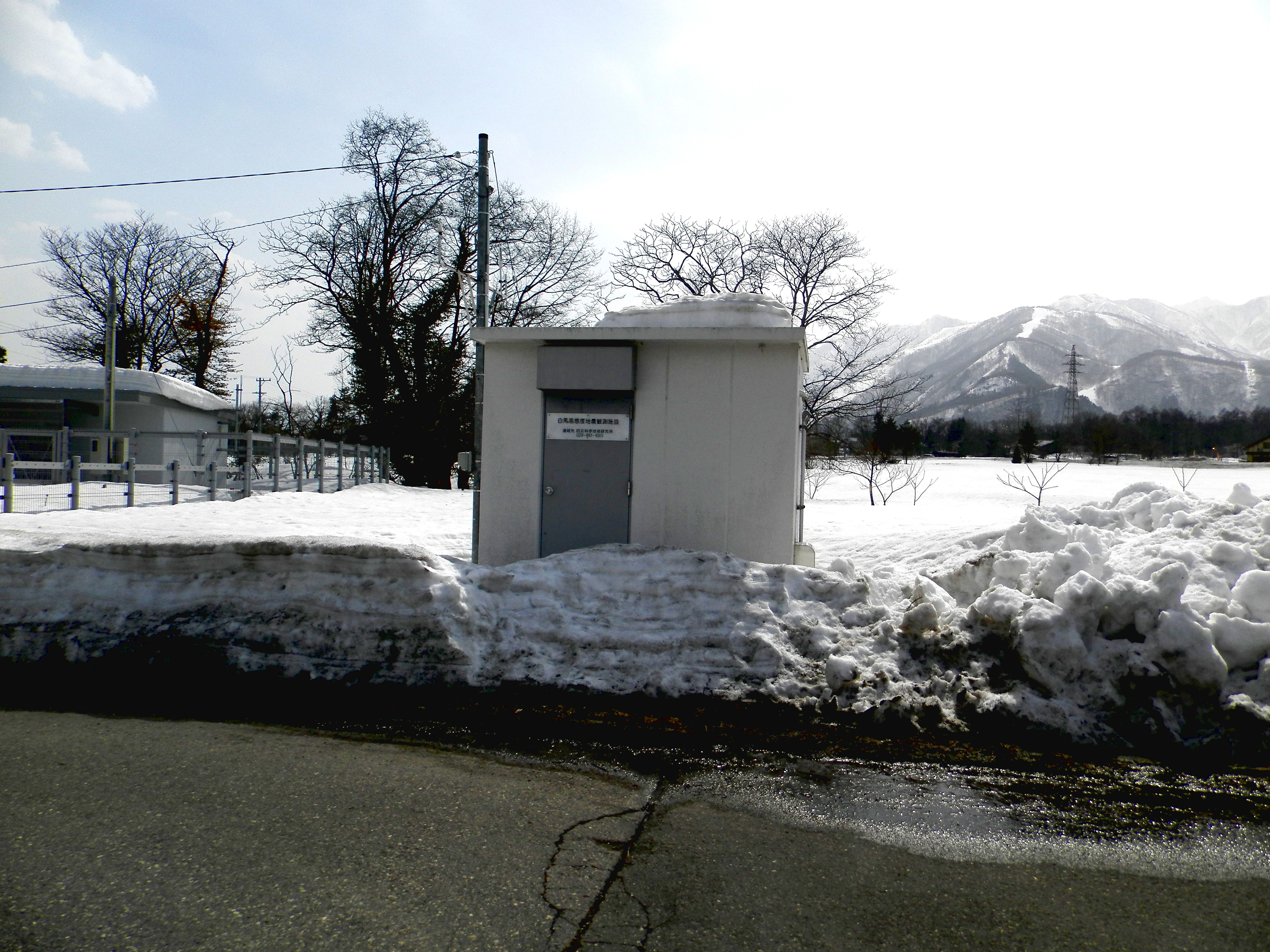
防災科学技術研究所の白馬高感度地震観測施設(N.HBAH)

線上の地域には2003年度までに、防災科学技術研究所により運用される高感度地震観測網（Hi-net）の観測施設が約30箇所設置されている。更に、2005年度より「糸魚川‐静岡構造線断層帯における重点的調査研究」受託事業によるものと気象庁から移管された観測点をあわせ13箇所の観測点が追加され、2011年現在約40箇所の観測点により常時観測が行われている。
高密度に高精度の観測点が整備された結果、この糸魚川静岡構造線活断層系では、10km程度の精度で震源の位置を決定することが可能となった。

## 生物分布
いくつかの生物で分布や性質に東西で差違が生じているものがある。ただし、ウォレス線、ウェーバー線、ブラキストン線のような厳密な分布境界ではない。
例として、
- カワムツ - 能登半島と天竜川水系以西の本州、四国、九州に分布している[41]。
- ゲンジボタル - 自然分布個体の発光周期を比較したとき、概ね糸魚川静岡構造線を境界として西日本型（短周期型、2秒型）と東日本型（長周期型、4秒型）が分布している[42]。

## 資料的価値
糸魚川静岡構造線で知られる新潟県糸魚川市は2009年に日本初の世界ジオパークに認定された。2020年11月、文化審議会は糸魚川静岡構造線を天然記念物に指定するよう答申した。
1990年には糸魚川市にフォッサマグナパークが開設されており断層露頭の一部が展示されている。